# Treviolo
Treviolo ist eine norditalienische Gemeinde (comune) mit 10.823 Einwohnern (Stand 31. Dezember 2023) in der Provinz Bergamo in der Lombardei. Die Gemeinde liegt im Dreieck der Staatsstraßen (Strada Statale) 470DIR, 525 und 671. Treviolo ist ein Vorort der Provinzhauptstadt Bergamo und liegt etwa 6 Kilometer südwestlich entfernt.

## Das Wappen
Das Wappen von Treviolo fasst die Merkmale der heutigen Gemeinde zusammen, die aus Treviolo, Albegno, Curnasco und Roncola besteht. Der Schild ist in ein unteres Band und zwei obere Quadrate unterteilt. Das Schloss mit dem von Zinnen überragtem Turm auf rotem Grund entspricht dem Schloss von Solza, dem Wahrzeichen von Treviolo. Die oberen Quadrate stellen die Ortsteile dar, insbesondere Albegno mit Amboss und Hammer als Hinweis auf die Ansiedlung der „maer“, d. h. der Schmiede, die die Seriole bewirtschafteten, und Curnasco mit einem Ährenbündel als Symbol für die Bedeutung der Landwirtschaft in diesem Gebiet.
Die blaue Farbe steht für den Adel der Handarbeit. Die gelbe Farbe verweist auf das Bild des bebauten Landes. Blau kann auch mit Wasser in Verbindung gebracht werden, das als lokaler Reichtum sowohl für die Bewässerung als auch für den Betrieb von Fabriken verwendet wird.
Im Jahr 1998 verlieh der Gemeinderat der Gemeinde Roncola, die in der Nähe des Flusses Brembo liegt, drei blaue Wellen, die das Schloss darstellen.

## Gemeindepartnerschaften
Treviolo unterhält eine Partnerschaft mit der polnischen Stadt Łęczna und eine inneritalienische Partnerschaft mit der Gemeinde Borgo a Mozzano in der Provinz Lucca.

## Persönlichkeiten
- Silvestro Milani (* 1958), Radrennfahrer